# 远镜说

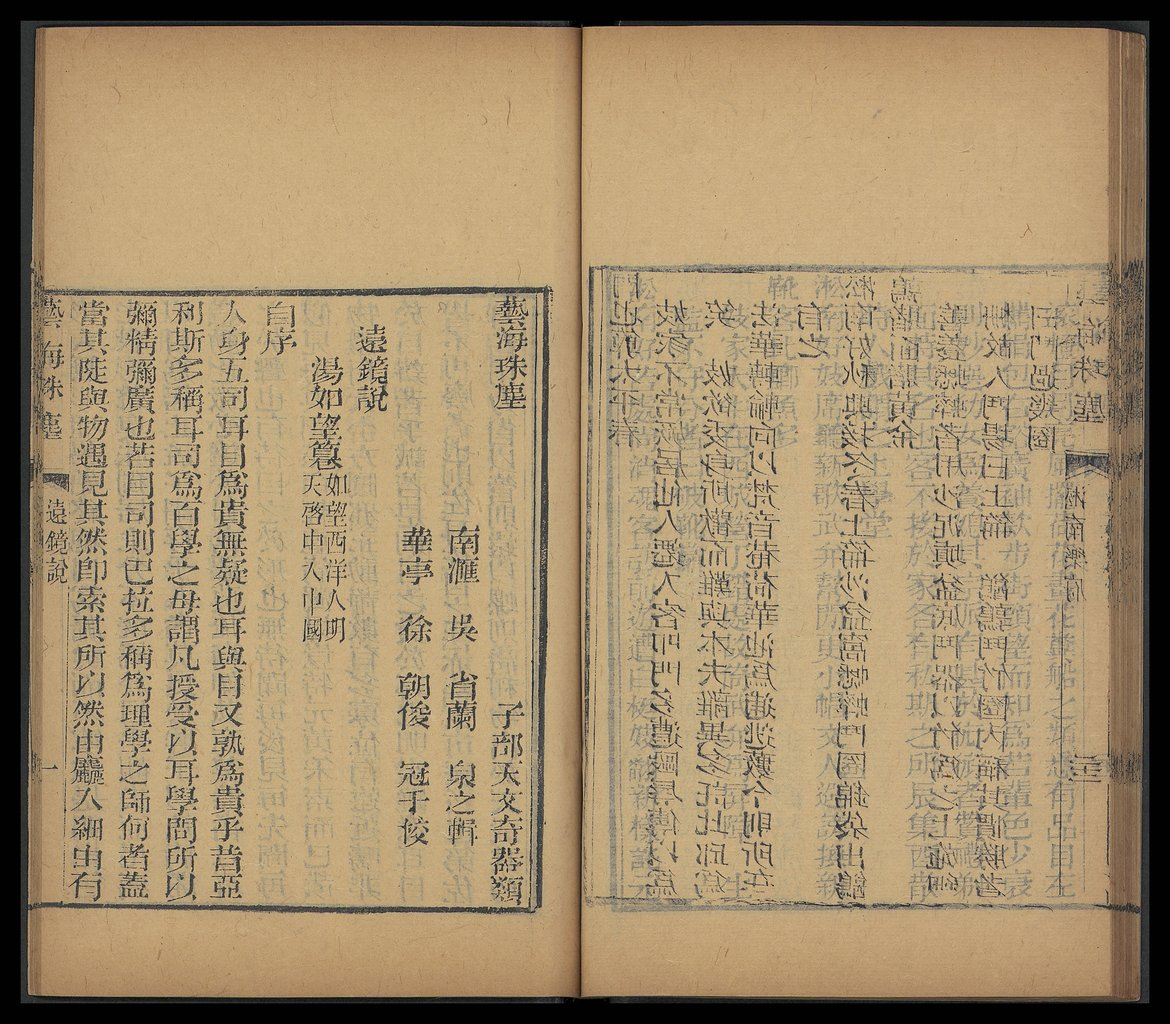
远镜说

《远镜说》是明朝的一本天文書籍，由天文學家李祖白和傳教士湯若望寫成，主要將伽利略的文章翻譯後收集而成，在天啟六年（1626年）出版，其中介紹望远镜、近視及遠視眼鏡的相關原理，是中国最早出版，介绍西方光学理论和望远镜技术的書籍。